# Diastema mediale

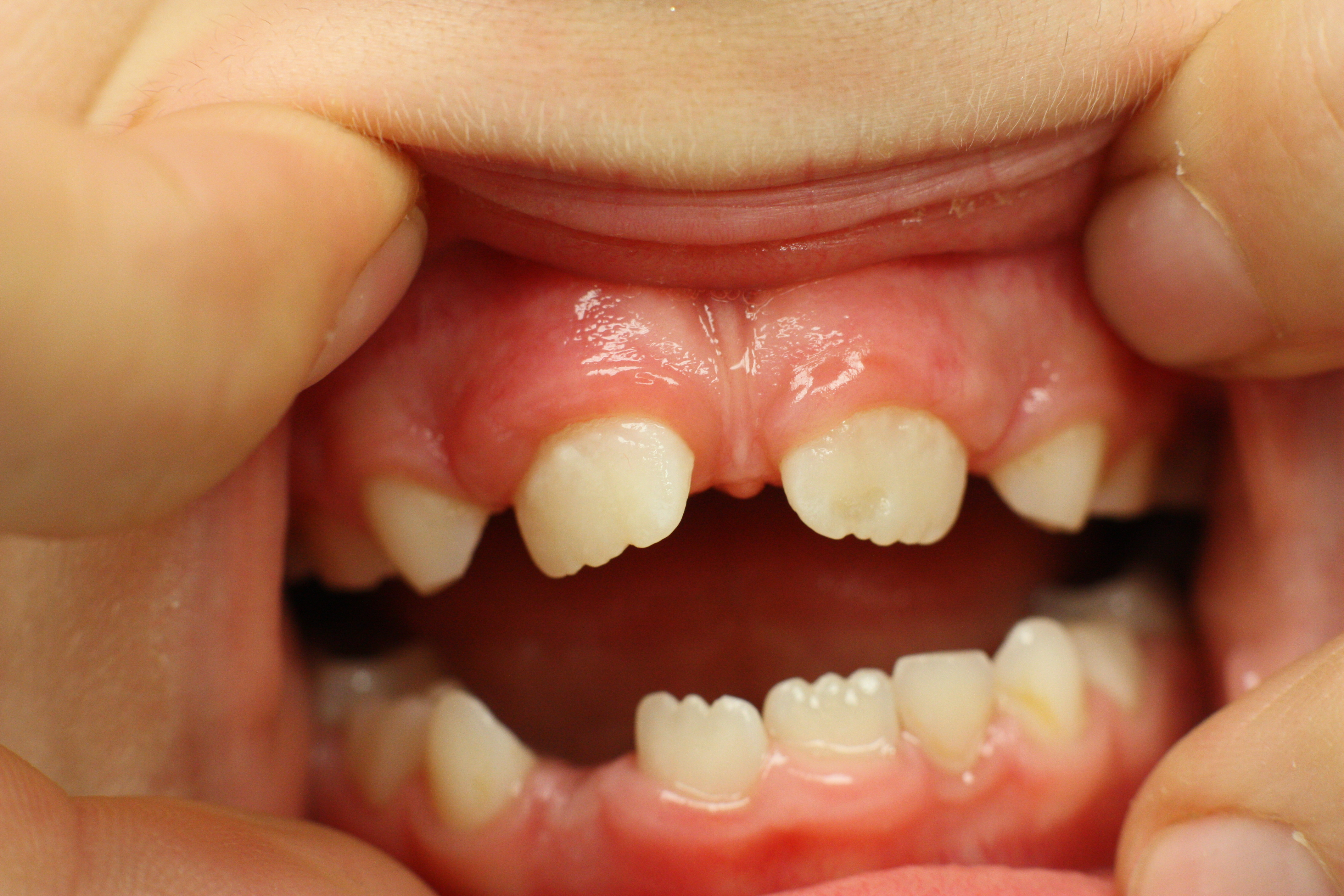
Trema (Diastema) zwischen den oberen Schneidezähnen

Diastema mediale (von altgriechisch διάστημα diástēma „Zwischenraum“) oder Margo interalveolaris (von lat.: margo „Rand“, inter „zwischen“ und alveolus „Mulde“) nennt man in der Zahnmedizin die Lücke zwischen den mittleren Schneidezähnen, die meist im Oberkiefer, seltener auch im Unterkiefer auftritt. Die Schneidezahnlücke wird auch als Trema (von altgriechisch τρῆμα trēma „Loch“) bezeichnet.

## Echtes Diastema
Das echte Diastema ist erblich bedingt. Es zeichnet sich durch ein tief ansetzendes Lippenbändchen an der Innenseite von Ober- und Unterlippe (Frenulum labii superioris bzw. inferioris) aus. Durch eine plastische Operation des Lippenbändchens oder die  operative Entfernung des Gewebes zwischen den Zähnen durch einen Mund-, Kiefer-, Gesichtschirurgen und anschließende kieferorthopädische Maßnahmen kann das Diastema entfernt werden. Der sinnvollste Behandlungszeitpunkt ist vor dem Durchbruch der bleibenden seitlichen Schneidezähne, also etwa im Alter von 6 bis 8 Jahren.

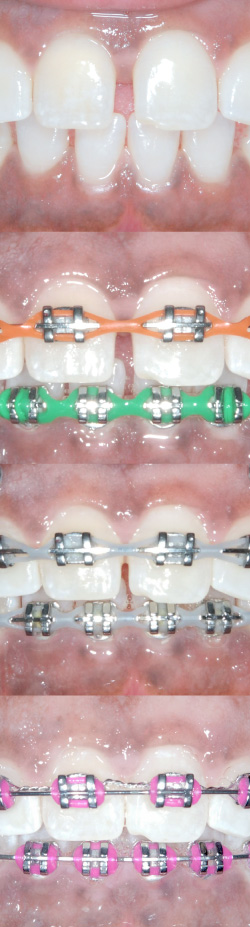
Diastema-Behandlungsphasen

Bei Afrikanern und Afroamerikanern findet sich sehr häufig ein ausgeprägtes Diastema. Es wird in diesen Gruppen allerdings oft als Schönheitsmerkmal angesehen. Einige Menschen, die kein Diastema haben, versuchen durch eine kosmetische Zahnbehandlung (engl. cosmetic dentistry) künstlich eines zu schaffen. Große Probleme stellt die Anfertigung einer Brücke im oberen Frontzahnbereich dar, bei der ein Diastema zu sehen sein soll. Dazu kann ein unsichtbarer Verbindungsbügel am Gaumen angefertigt werden.
Neben dem Lippenbändchen kann in seltenen Fällen auch ein Mesiodens (ein überzähliger mittlerer Schneidezahn, der meist sehr klein und zapfenförmig ist) Ursache des Diastemas sein.

## Unechtes Diastema
Hier ist die Ursache eine Nichtanlage oder Verkümmerung eines oder beider seitlichen Schneidezähne. Die Behandlung erfolgt durch eine Verbreiterung der mittleren Schneidezähne mit Komposit-Material, Veneers (furnierartige Verblendung), Kronen oder eine Vollkeramikbrücke.

## Mediales Diastema
Die Lücke zwischen den mittleren oberen Schneidezähnen ist hier bedingt durch einen zu großen Zahnbogen und/oder zu klein angelegte Schneidezähne oder durch ein zu tief ansetzendes Lippenbändchen. Die Behandlung entspricht der des unechten Diastemas.

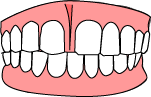
Echtes Diastema
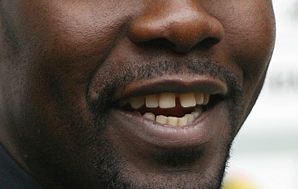
Echtes Diastema
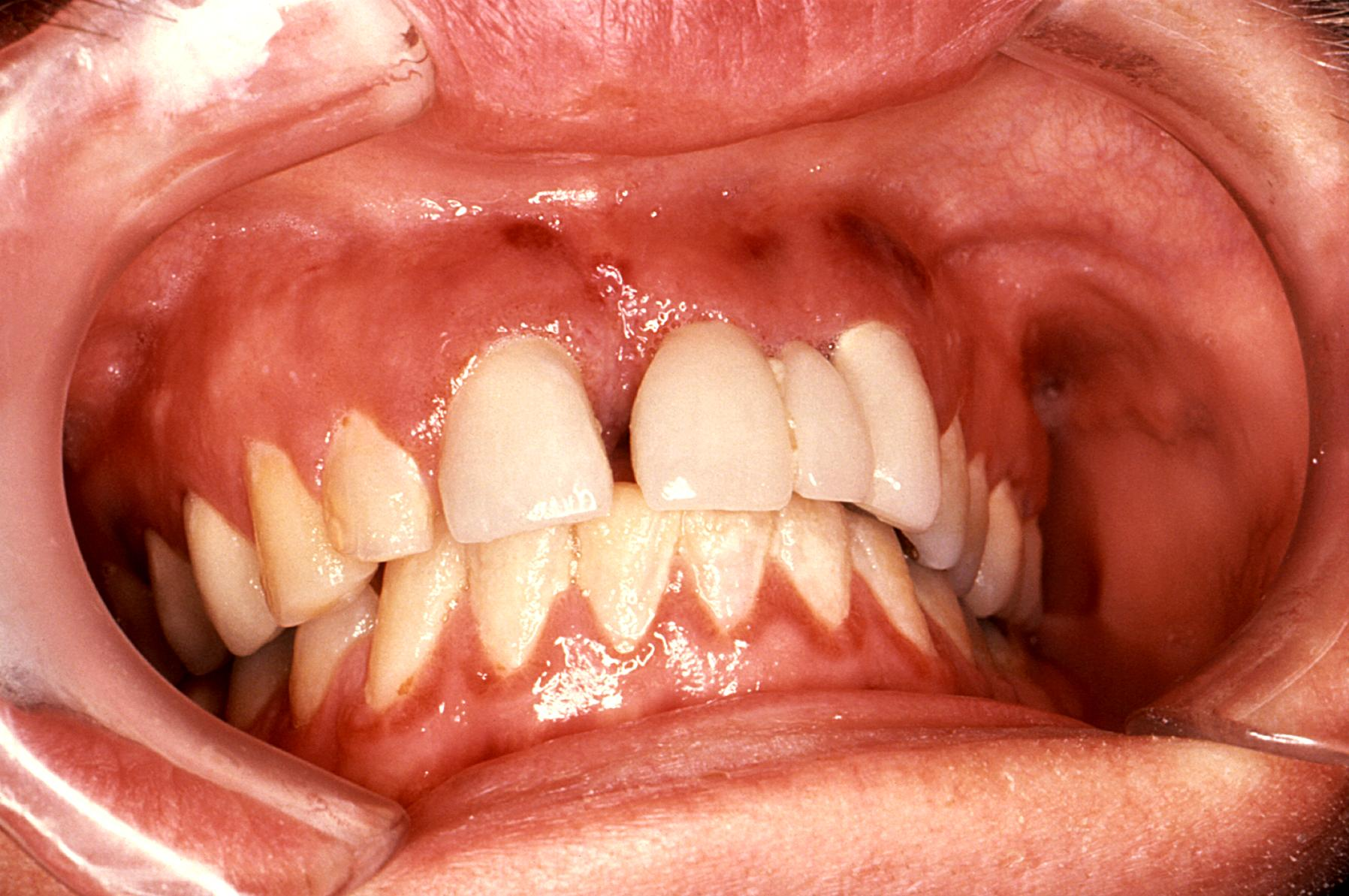
Echtes Diastema
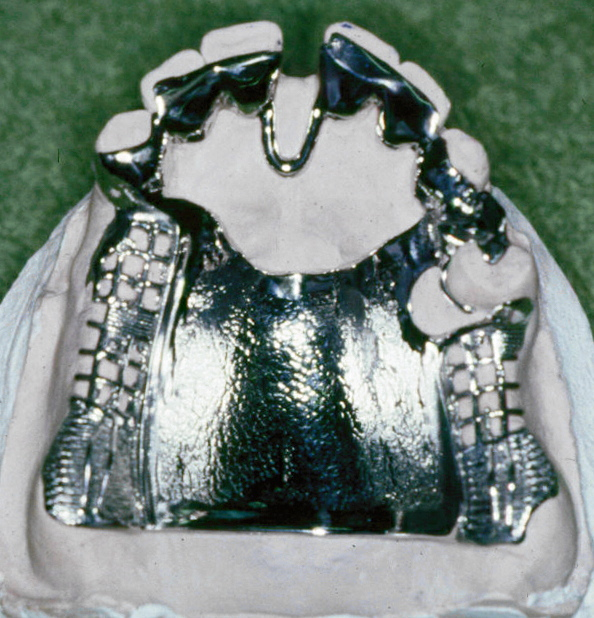
Modellgussprothese zur Nachbildung eines Diastemas

## Therapiemöglichkeiten
Ein Diastema lässt sich durch Veneers, Zahnkronen oder Aufbauten aus Komposit schließen, wenn den Betroffenen das Diastema stört, wobei dafür die Frontzähne verbreitert werden müssen. Eine Methode, bei der die Zähne selbst nicht verändert werden müssen, ist eine kieferorthopädische Behandlung. Hierzu werden die Zähne in Multiband- oder Alignertechnik bewegt, bis das Diastema geschlossen ist.